# Peter Kraus

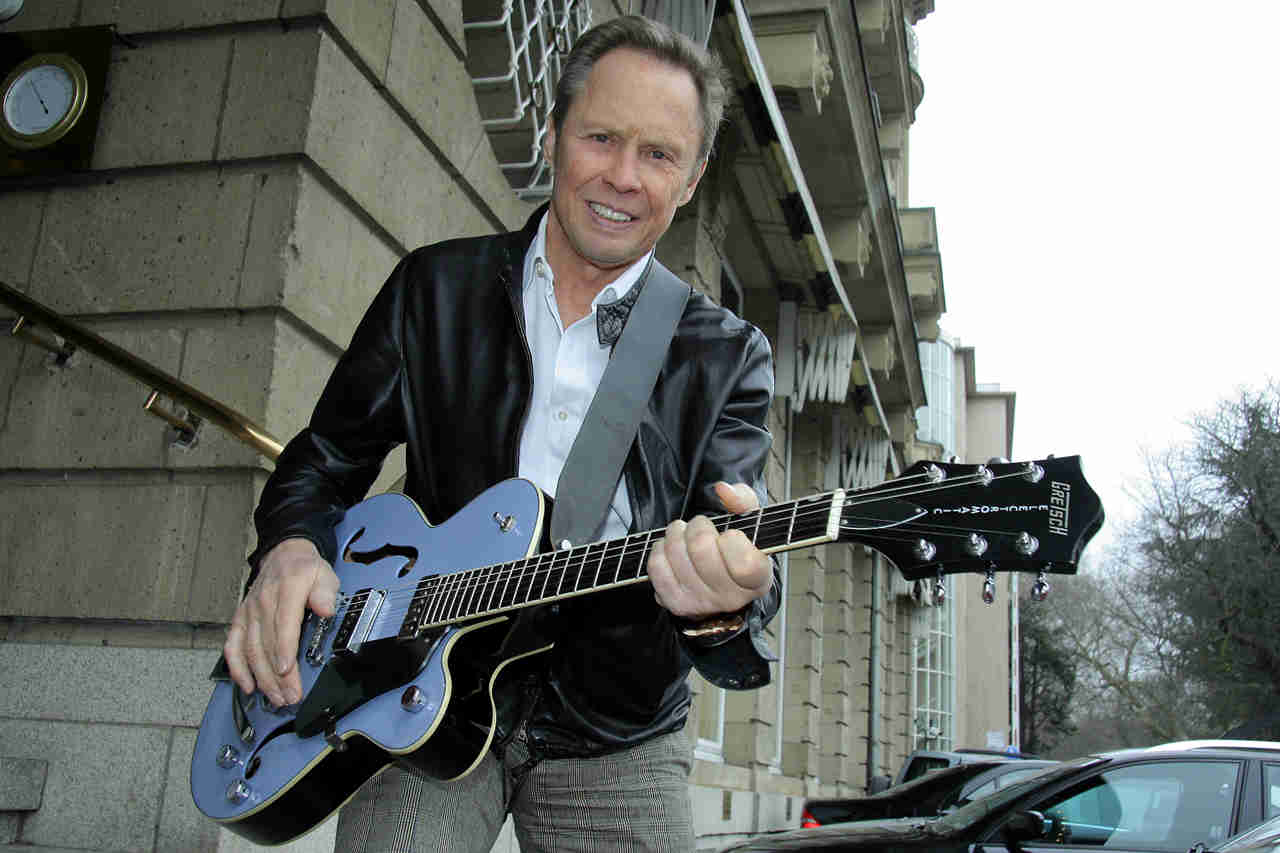
Peter Kraus, 2006

Peter Kraus (* 18. März 1939 als Peter Siegfried Krausnecker in München) ist ein österreichischer Schauspieler und Sänger. Er war der „erste deutschsprachige Popstar“ und Begründer des deutschsprachigen Rock ’n’ Roll.

## Leben

### Herkunft und Ausbildung
Peter Kraus, Sohn des österreichischen Regisseurs und Kabarettisten Fred Kraus (eigentlich Krausnecker) und einer Münchnerin, verbrachte seine Jugend in München, Gräfelfing, Wien und Salzburg, wo sein Vater ein kleines Theater besaß. Schon während seiner Schulzeit nahm Peter Kraus Gesangsunterricht, belegte Schauspiel- und Stepkurse und begann 1954 eine Schauspielkarriere mit der Rolle des Johnny in dem Film Das fliegende Klassenzimmer nach dem gleichnamigen Buch von Erich Kästner.

### Privates
Im Jahr 1969 heirateten Peter Kraus und das Fotomodell Ingrid Nieuweboer. Sie brachte eine Tochter, Gaby (1962–2001), mit in die Ehe, die von Kraus adoptiert wurde. 1973 wurde der gemeinsame Sohn Michael geboren, der wie sein Vater auf der Bühne steht und Musik macht. Peter Kraus lebt mit seiner Ehefrau am Luganersee in der Schweiz und besitzt in Gamlitz in der Steiermark einen Bauernhof sowie ein Weingut.

## Musik

### Rock-’n’-Roll-Star und Schmusesänger

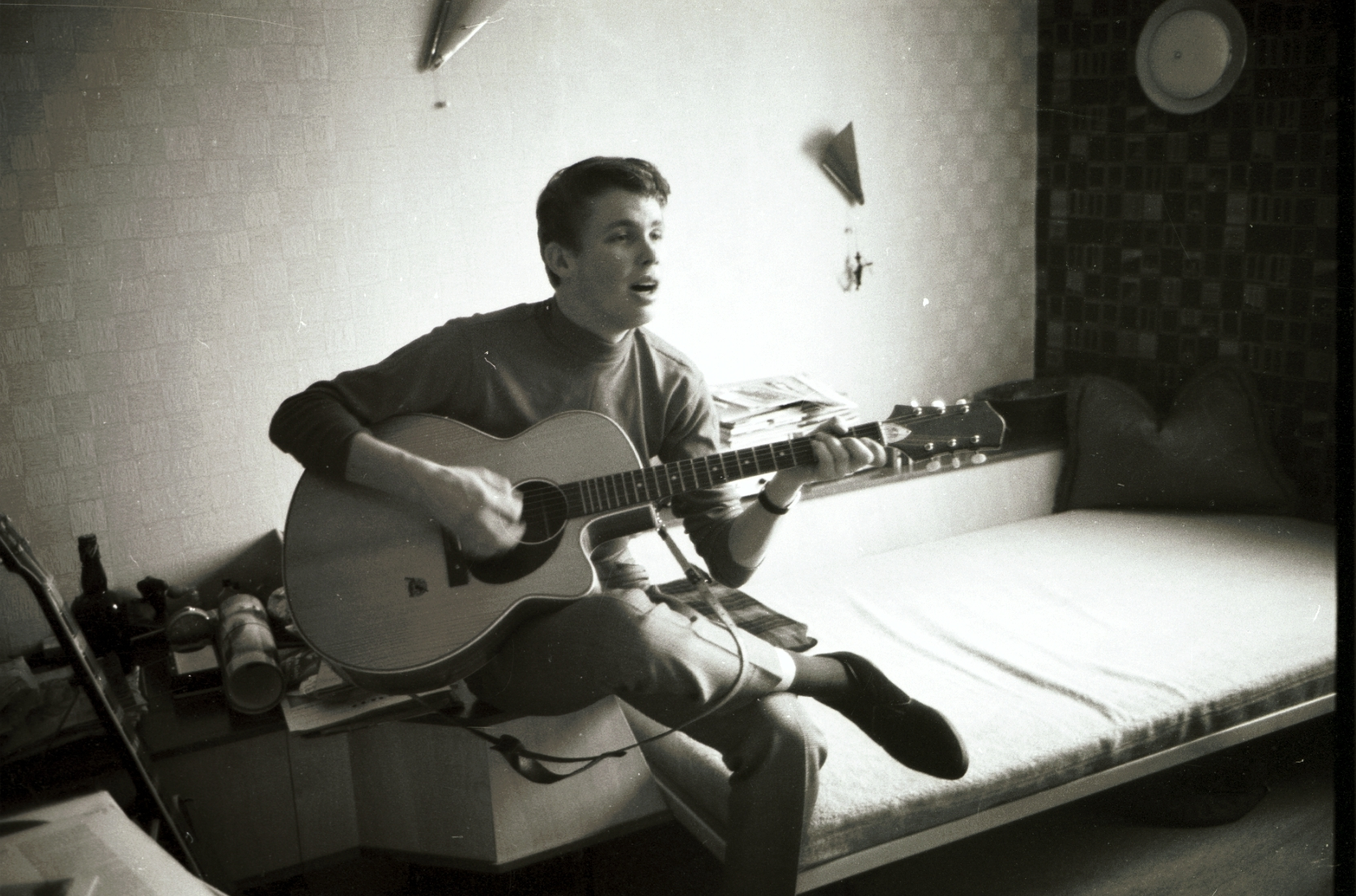
Peter Kraus, Foto: Jack Metzger, Comet Photo, 1960

Kraus wurde – wie Ted Herold – von Musikproduzent Gerhard Mendelson für Polydor Records in Wien produziert. Kraus und Herold wurden anfangs als „deutscher Elvis“ vermarktet. Mendelson hatte Peter Kraus nach dessen erstem öffentlichen Konzertauftritt im Oktober 1956 in München entdeckt. Noch im selben Jahr entstand Kraus’ erste Single, eine deutschsprachige Version von Little Richards Tutti Frutti. Kraus entwickelte sich bald zu einem der populärsten deutschsprachigen Rock-’n’-Roll-Sänger und Teenageridole; sein schlaksiges jugendliches Auftreten kam bei Heranwachsenden gut an. In den ersten vier Jahren nach seinem Debüt brachte Kraus 36 Lieder heraus und verkaufte mehr als 12 Millionen Schallplatten. Im Juni 1957 wurde Susi Rock, Kraus’ erste Hitparadennotiz (Rang 8), produziert.

Single Mit siebzehn (1958)

Bis 1964 war Kraus regelmäßig in den deutschen Charts. 1958 nahm er die Titel Wenn Teenager träumen, Hula Baby, das populäre Sugar Baby (Erstveröffentlichung: November 1958) und Mit siebzehn (August 1958; Rang 2) auf; 1959 folgte seine Version von Tiger. Produzent Mendelson erwarb die Rechte an hitverdächtigen US-Songs, um sie mit einem deutschen Text versehen mit Peter Kraus zu produzieren. So entstanden in rund acht Jahren 36 Singles. Dabei konnte Kraus mit keinem Titel über eine Million Exemplare absetzen, da sich die rasch nacheinander veröffentlichten Singles offenbar gegenseitig Konkurrenz machten. Von Sugar Baby wurden immerhin 600.000 Singles verkauft; der Titel brachte ihm den Goldenen Löwen von Radio Luxemburg ein. Anfänglich war Kraus von Elvis Presley beeinflusst, doch fand er zunehmend einen eigenen Stil. 13 seiner Titel stammten aus der Feder von Fini Busch.
Peter Kraus galt als das erste Teenager-Idol im deutschen Sprachraum und war 1959 der erste männliche Prominente, dem die Jugendzeitschrift «Bravo» einen lebensgroßen «Starschnitt» widmete. Kraus passte seine Lieder dem sich ändernden Musikgeschmack an und profilierte sich zu Beginn der 1960er Jahre als Deutschlands „Schmusesänger“ Nummer 1. So sang er 1961 den Walzer Schwarze Rose Rosemarie und erreichte damit Platz 5 der deutschen Hitparade. Er erhielt den Bronzenen Löwen von Radio Luxemburg, und mit weiteren klassischen Bluestiteln wie Silvermoon und Sweety setzte er 1962 seine Erfolgsserie fort. Er ging mit seinen Liedern auf Tournee, die ihn auch nach Frankreich, England, Italien, in die Niederlande, nach Schweden und Amerika führte.
Mit Jörg Maria Berg veröffentlichte er einige Lieder unter dem Pseudonym James Brothers. Außerdem sang er unter anderem mit Conny Froboess und Connie Francis, Lill-Babs, Danny Mann, Alice und Ellen Kessler, Gus Backus und Gina Dobra.
Im Frühsommer 1999 veröffentlichte Kraus eine neue CD, (Ich mach weiter), und ging im Herbst desselben Jahres damit auf Deutschlandtournee.
Im Jahr 2014 absolvierte Peter Kraus die Tournee Das Beste kommt zum Schluss durch Deutschland, Österreich und die Schweiz. Sie war als seine letzte Tour angekündigt, doch bestritt er im März und April 2018 noch eine Reihe von Konzerten unter dem Titel Schön war die Zeit. Auch im Jahr 2022 trat Peter Kraus noch auf. Im Juni 2024 sang der mittlerweile 85-jährige Kraus beim Donauinselfest in Wien.
Insgesamt verkaufte Peter Kraus mehr als 17 Millionen Tonträger.

## Schauspieler
Schon bevor die Rock-’n’-Roll-Welle abebbte, trat Peter Kraus als Schauspieler in Kino- und Fernsehfilmen auf, etwa in Die Freundin meines Mannes (1957) und Der Pauker (1958), beide unter der Regie von Axel von Ambesser, und in Die Frühreifen unter der Regie von Josef von Báky.
Als „netter Junge von nebenan“ sang er im Duett mit dem Teenageridol Conny Froboess und trat mit ihr in Schlagerfilmen auf, so 1958 in Wenn die Conny mit dem Peter und 1960 in Conny und Peter machen Musik, wenngleich rechtliche Hindernisse zwischen der Plattenfirma von Kraus und der von Froboess (Electrola) schwer zu überwinden waren. Beide avancierten bei Deutschlands Jugendlichen zu den beliebtesten Leinwandstars der späten 1950er Jahre. Im Jahr 1959 spielte Peter Kraus mit seinem Vater, Fred Kraus, in Melodie und Rhythmus (Kino-Premiere am 11. September 1959).
Ende der 1980er Jahre spielte Peter Kraus in der Fernsehserie Die glückliche Familie (produziert vom Bayerischen Rundfunk) den Modedesigner Heinrich Wolfgruber.
Mit Cornelia (Conny) Froboess stand er erstmals 1986 nach 26 Jahren wieder vor der Kamera, in dem Thriller Der Sommer des Samurai von Hans-Christoph Blumenberg.
In der Jugendkomödie Systemfehler – Wenn Inge tanzt von 2013 spielte Kraus einen alternden Schlagersänger.

## Weitere Tätigkeiten und Auftritte

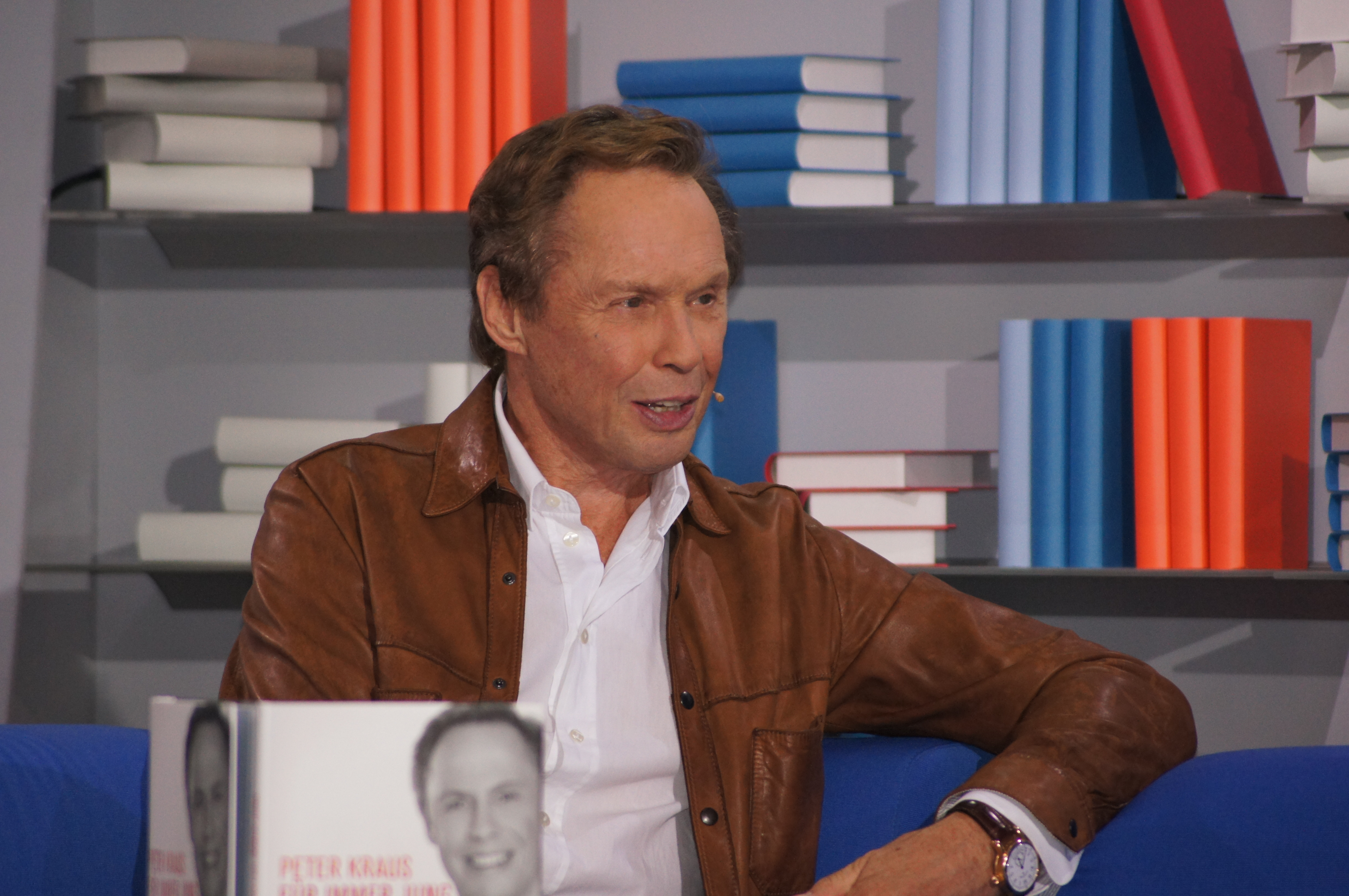
Peter Kraus, 2011

1967 wurde Peter Kraus künstlerischer Leiter der größten europäischen Diskothek Blow Up in München.
Kraus wirkte auch als Drehbuchautor und Plattenproduzent. Eine Fernsehshow Herzlichst, Ihr Peter Kraus, in der er ausländische Stars vorstellte, wurde in vierzehn Folgen ausgestrahlt. Im Jahr 1970 war Kraus in achtzehn Folgen Showmaster der TV-Unterhaltungsserie Bäng-Bäng. Im selben Jahr trat er in der ZDF-Hitparade mit dem Schlager Hokuspokus Fidibus auf. Beliebt waren auch seine Auftritte in der von seinem Vater produzierten Serie 8×1 in Noten sowie Hallo Peter.
Kraus wirkte zudem in einigen Fernsehmusicals mit, so in Die Pickwickier, Bel Ami, Ein Walzertraum, Wenn der Vater mit dem Sohn, Lösegeld für Mylady und No, no, Nannette.
Im Jahr 1990 veröffentlichte er unter dem Titel Wop-baba-lu-ba – mein ver-rocktes Leben seine Memoiren.
Durch Bilder, die an die Werke von Roy Lichtenstein erinnern, wurde er als Maler bekannt. Sie wurden in Ausstellungen in Zürich und St. Moritz gezeigt.
In der dritten Staffel von Let’s Dance (April/Mai 2010) war Kraus einer der vier Juroren.
Am 1. Oktober 2017 verletzte er sich in der Eurovisionssendung Spiel für dein Land – Das größte Quiz Europas, in der er gemeinsam mit den ORF-Moderatorinnen Verena Scheitz und Kati Bellowitsch Österreich vertrat. Er brach sich die Schulter und musste den Auftritt vorzeitig beenden.
Im Herbst 2021 nahm Peter Kraus im Kostüm eines Skunks mit französischem Akzent an der ProSieben-Sendung The Masked Singer teil.

### Autorennen

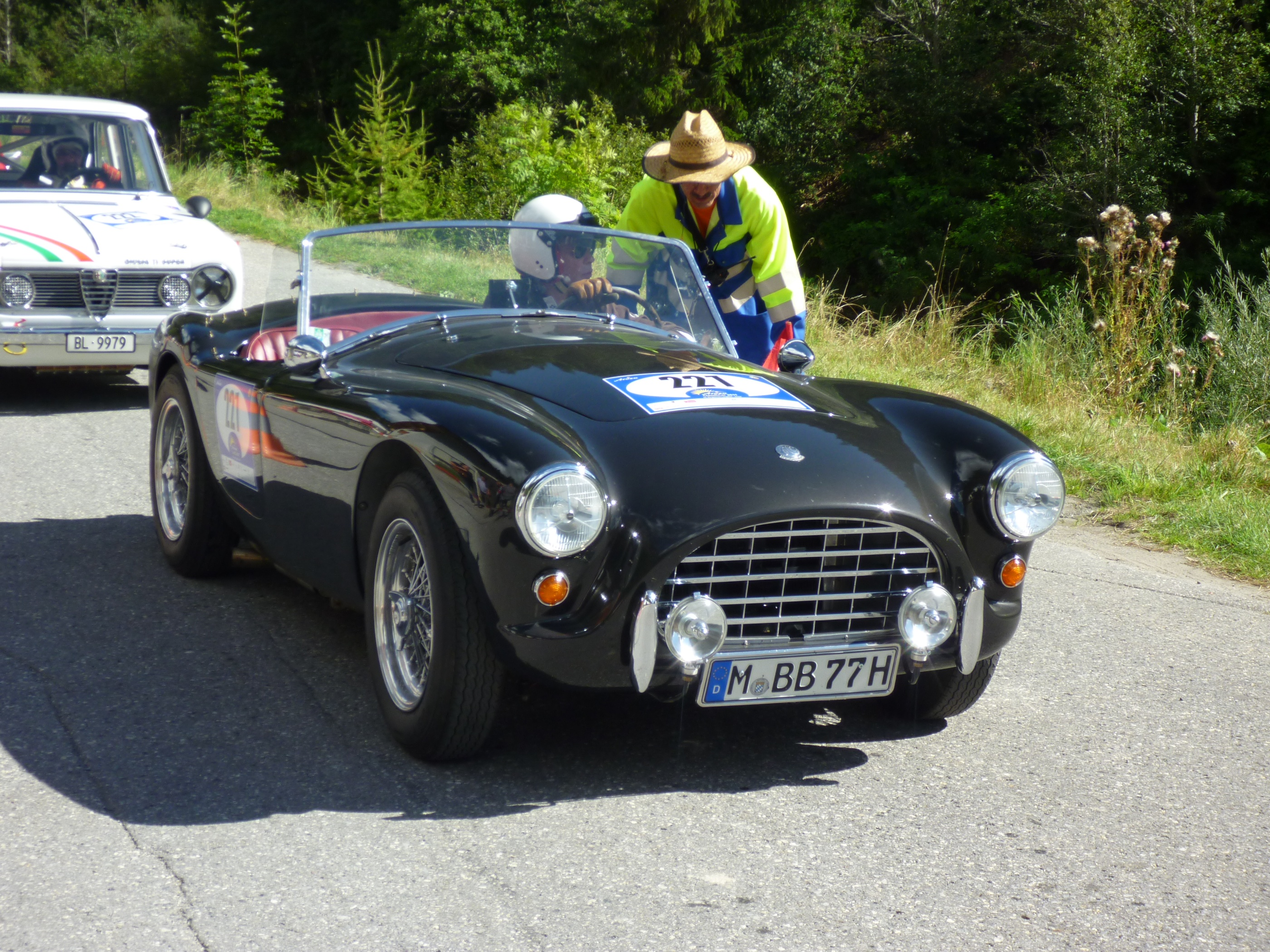
Peter Kraus in seinem AC Ace Bristol D2 bei der Arosa ClassicCar 2011

Kraus ist ein Liebhaber klassischer Rennfahrzeuge und betätigte sich gelegentlich als Hobbyrennfahrer, zum Beispiel bei der Arosa ClassicCar, der Ennstal-Classic, der Mille Miglia, der Silvretta Classic, dem Großglockner Grand Prix, dem Gaisbergrennen, der Arlberg Classic und weiteren Rallyes.

## Diskografie
Studioalben

| Jahr | Titel                                                                  | Höchstplatzierung, Gesamtwochen, AuszeichnungChartplatzierungen (Jahr, Titel, Platzierungen, Wochen, Auszeichnungen, Anmerkungen) | Höchstplatzierung, Gesamtwochen, AuszeichnungChartplatzierungen (Jahr, Titel, Platzierungen, Wochen, Auszeichnungen, Anmerkungen) | Anmerkungen                                                             |
| Jahr | Titel                                                                  | DE | AT | Anmerkungen                                                             |
| ---- | ---------------------------------------------------------------------- | --- | --- | ----------------------------------------------------------------------- |
| 1960 | Peter Kraus singt Evergreens                                           | — | — | Erstveröffentlichung: September 1960                                    |
| 1961 | Bella Italia                                                           | — | — | Erstveröffentlichung: 1961                                              |
| 1963 | Bossa Nova – Der neue Rhythmus                                         | — | — | Erstveröffentlichung: 1963                                              |
| 1968 | Ein Kerl wie ich – Musikalische Träume in Dur und Moll mit Peter Kraus | — | — | Erstveröffentlichung: 1968                                              |
| 1974 | Hallo Peter                                                            | — | — | Erstveröffentlichung: 1974                                              |
| 1977 | Ein Mann und seine Show Peter Kraus – 20 Jahre Showbusiness            | — | — | Erstveröffentlichung: 1977                                              |
| 1981 | Im Jahre Tutti Frutti                                                  | — | — | Erstveröffentlichung: 1981                                              |
| 1987 | Peter Kraus                                                            | — | — | Erstveröffentlichung: 1987 Neuaufnahmen früherer Erfolge und neue Titel |
| 1987 | Peter Kraus 87                                                         | — | — | Erstveröffentlichung: 1987                                              |
| 1989 | Cadillac Night                                                         | — | — | Erstveröffentlichung: April 1989                                        |
| 1991 | Rock‘n’Roll Schmuse Party                                              | DE72 (4 Wo.)DE | — | Erstveröffentlichung: 1991                                              |
| 1992 | Rock‘n’Roll Schmuse Party 2                                            | — | — | Erstveröffentlichung: 1992                                              |
| 1995 | Welt-Rock ‘n’ Roll                                                     | — | — | Erstveröffentlichung: 1995                                              |
| 1999 | Ich mach’ weiter                                                       | — | — | Erstveröffentlichung: 15. Februar 1999                                  |
| 2002 | Zeitlos                                                                | — | — | Erstveröffentlichung: 16. September 2002                                |
| 2004 | Rock‘n’Roll Is Back                                                    | — | — | Erstveröffentlichung: 18. Oktober 2004                                  |
| 2006 | I Love Rock‘n’Roll                                                     | DE88 (1 Wo.)DE | — | Erstveröffentlichung: 17. März 2006                                     |
| 2007 | Vollgas                                                                | — | — | Erstveröffentlichung: 2. November 2007                                  |
| 2009 | Nimm dir Zeit                                                          | DE61 (2 Wo.)DE | — | Erstveröffentlichung: 13. März 2009 mit der SWR Big Band                |
| 2012 | Für immer in Jeans                                                     | — | — | Erstveröffentlichung: 27. Januar 2012                                   |
| 2014 | Zeitensprung                                                           | DE26 (3 Wo.)DE | AT19 (5 Wo.)AT | Erstveröffentlichung: 21. März 2014                                     |
| 2022 | Idole                                                                  | DE87 Gold (German Jazz Award) · (1 Wo.)DE                                                                                         | — | Erstveröffentlichung: 24. Juni 2022 Verkäufe: + 10.000                  |

grau schraffiert: keine Chartdaten aus diesem Jahr verfügbar

## Filmografie

### Kino
- 1954: Das fliegende Klassenzimmer
- 1957: Die Frühreifen
- 1957: Die Freundin meines Mannes
- 1958: Immer die Radfahrer
- 1958: Wenn die Conny mit dem Peter
- 1958: Der Pauker
- 1959: Melodie und Rhythmus
- 1959: Alle lieben Peter
- 1960: Kein Engel ist so rein
- 1960: Conny und Peter machen Musik
- 1960: Schlager-Raketen
- 1961: Was macht Papa denn in Italien?
- 1961: Im schwarzen Rößl
- 1962: So toll wie anno dazumal
- 1962: Verrückt und zugenäht
- 1963: Die lustigen Vagabunden (Das haben die Mädchen gern)
- 1963: Liebe im 3/4-Takt (The Waltz King)
- 1964: Wenn man baden geht auf Teneriffa
- 1964: Die große Kür
- 1964: Happy-End am Wörthersee (Happy-End am Attersee)
- 1969: Lovemaker
- 1984: Tausend Augen
- 1986: Der Sommer des Samurai
- 1987: Der Madonna-Mann
- 2013: Systemfehler – Wenn Inge tanzt

### Fernsehen (Auswahl)
Als Schauspieler
- 1968: Wenn die kleinen Veilchen blühen
- 1971: Olympia-Olympia
- 1973: Paganini (Fernsehfilm)
- 1990: Die glückliche Familie (Fernsehserie)
- 1993: Drei zum verlieben
- 1995: Liebling, ich muß auf Geschäftsreise (auch Regie)
- 1999: Das Amt (Fernseh-Comedy-Serie, Folge Späte Liebe)
- 2002: Die fabelhaften Schwestern
- 2007: Mitte 30, Regie: Stefan Krohmer
- 2021: The Masked Singer (als Stinktier)

Als Sänger bzw. Talkgast
- 1990: Happy Birthday Peter!
- 1990: Alles Nichts Oder?!
- 2000: Showpalast
- 2008: Die Hit-Giganten
- 2013: Lafer! Lichter! Lecker!
- 2015: Meine Schlagerwelt
- 2017: Immer wieder sonntags
- 2017: ZDF-Fernsehgarten
- 2019: ARD-Morgenmagazin
- 2019: Schlager-Spaß mit Andy Borg (Folge 3, Februar)
- 2019: Immer wieder sonntags
- 2019: Schlager-Spaß mit Andy Borg (Folge 12, November)
- 2021: Schlager-Spaß mit Andy Borg (Folge 34, September)
- 2021: Heiligabend mit Carmen Nebel
- 2022: Immer wieder sonntags
- 2022: ZDF-Fernsehgarten
- 2023: Volle Kanne

Moderation
- 1960–1963: Herzlichst: Ihr Peter Kraus
- 1970–1973: Bäng Bäng
- 1973–1979: 8×1 in Noten
- 1974–1982: Hallo Peter!
- 1991–1992: Peters Musikrevue
- 1999: Wenn Teenager träumen

## Auszeichnungen (Auszug)
- 2003: Silbernes Ehrenzeichen für Verdienste um das Land Wien
- 2004: Amadeus Austrian Music Award für das Lebenswerk
- 2006: Echo für das Lebenswerk
- 2009: Goldenes Ehrenzeichen für Verdienste um das Land Wien
- 2014: Österreichisches Ehrenkreuz für Wissenschaft und Kunst
- 2019: SWR4 Durchstarter des Jahres für das Lebenswerk[15]
- 2020/21: Platinromy der Akademie für das Lebenswerk (zuerkannt 2020, verliehen 2021)[16]
- 2024: Bayerischen Verdienstorden
- 2024: Goldener Rathausmann[17]

## Publikationen
- Für immer jung. Das Geheimnis meines Lebens. Autobiografie. Südwest, München 2011, ISBN 978-3-517-08732-0.

## Dokumentarfilm
- Terra X History (2023): Peter Kraus - Die deutsche Rock-'n'-Roll-Legende (43 min)